# 賽巴斯提安·艾德瓦多·克里斯馬尼克
賽巴斯提安·艾德瓦多·克里斯馬尼克（1986年10月30日—）是一名阿根廷跆拳道運動員，曾代表國家參加2012年倫敦奧運的跆拳道比賽男子80公斤級比賽，並獲得一面金牌。